# Хайнрих фон Ербах
Хайнрих фон Ербах (на немски: Heinrich von Erbach; † 9/10 октомври 1334) е шенк на Ербах в Оденвалд, господар на Раух в Райхенберг в Райхелсхайм в Оденвалд.
Той е син на шенк Йохан I фон Ербах в Райхенберг († 9 юни 1296) и съпругата му Анна фон Ринек († 27 август 1306), дъщеря на граф Герхард IV фон Ринек († 1295) и съпругата му Аделхайд фон Хоенлое-Браунек († сл. 1326), дъщеря на Хайнрих I фон Хоенлое-Браунек-Нойхауз († 1267). Той е внук на шенк Еберхард III фон Ербах-Райхенберг († 21 юли 1269) и Анна фон Бикенбах († 1255/сл. 1269).
Брат е на Еберхард VI († 1348), шенк фон Ербах, и на Еуфемия фон Ербах († сл. 1321), омъжена за Еркингер фон Франкенщайн († сл. 1321).

## Фамилия
Хайнрих се жени за Клара фон Льовенщайн († 11 май 1342), дъщеря на граф Николаус фон Льовенщайн-Шенкенберг († 1340), извънбрачен внук на римско-немския крал Рудолф I, и Вилибирг фон Вертхайм († 1333), дъщеря на граф Рудолф II фон Вертхайм и втората му съпруга Кунигунда II фон Баден. Те нямат деца.